# Łebień (gromada)
Łebień – dawna gromada, czyli najmniejsza jednostka podziału terytorialnego Polskiej Rzeczypospolitej Ludowej w latach 1954–1972.
Gromady, z gromadzkimi radami narodowymi (GRN) jako organami władzy najniższego stopnia na wsi, funkcjonowały od reformy reorganizującej administrację wiejską przeprowadzonej jesienią 1954 do momentu ich zniesienia z dniem 1 stycznia 1973, tym samym wypierając organizację gminną w latach 1954–1972.
Gromadę Łebień z siedzibą GRN w Łebieniu utworzono – jako jedną z 8759 gromad na obszarze Polski – w powiecie lęborskim w woj. gdańskim na mocy uchwały nr 20/III/54 WRN w Gdańsku z dnia 5 października 1954. W skład jednostki weszły obszary dotychczasowych gromad Łebień i Lędziechowo oraz miejscowości Kopaniewo, Leszczynki, Zdrzewno i Zdrzewienko z dotychczasowej gromady Kopaniewo ze zniesionej gminy Łebień, a także obszar dotychczasowej gromady Maszewko ze zniesionej gminy Wicko w tymże powiecie. Dla gromady ustalono 15 członków gromadzkiej rady narodowej.
1 stycznia 1959 do gromady Łebień włączono miejscowości Krępa Kaszubska, Bukowiec, Rozgórze, Sikory, Jezierzec, Janisławiec i Oblewice ze zniesionej gromady Garczegorze oraz miejscowości Bąsewice, Tawęcino, Karlikowo Lęborskie, Rekowo Lęborskie i Białocin ze zniesionej gromady Tawęcino w tymże powiecie.
1 stycznia 1962 do gromady Łebień włączono miejscowości Strzebino, Pierszno, Nagórze, Nieznachowo i Roszczyce ze zniesionej gromady Zwartowo w tymże powiecie.
31 lipca 1968 do gromady Łebień włączono miejscowości Bargędzino, Bargędzinko i Luba Wieś ze zniesionej gromady Sasino w tymże powiecie.
Gromada przetrwała do końca 1972 roku, czyli do kolejnej reformy gminnej. 1 stycznia 1973 w powiecie lęborskim reaktywowano zniesioną w 1954 roku gminę Łebień.